# Muž bez minulosti
Muž bez minulosti (finsky Mies vailla menneisyyttä) je finský film režiséra Akiho Kaurismäkiho. Film se řadí mezi dramata a hořké komedie. Je to druhý díl jeho Finské trilogie. Byl natočen v roce 2002. Hlavní role v něm ztvárnili Markku Peltola, Kati Outinen a Juhani Niemelä.
Film byl v roce 2002 nominován na Oscara jako nejlepší cizojazyčný film a vyhrál hlavní cenu v Cannes.

## Děj
Krátce po příjezdu do Helsinek je muž přepaden v parku a vážně zraněn na hlavě. Probudí se v nemocnici a zjistí, že ztratil paměť. Začíná život od nuly za pomoci Armády spásy a chudých přátel.